# Алиев, Вахид Али оглы
Вахид Али оглы Алиев (род. 19 апреля 1969, Баку) — генерал-лейтенант, помощник президента Республики Азербайджан по вопросам обороны (2002—2017), заместитель руководителя Администрации Президента Республики Азербайджан (2012—2017).

## Биография
Вахид Али оглы Алиев родился 19 апреля 1969 года в городе Баку. В 1983—1986 годах получил образование в спецшколе имени Дж Нахичеванского, а затем окончил Ленинградское высшее военно-политическое училище противовоздушной обороны и юридический факультет Азербайджанского государственного университета.
С 1990 по 1991 годы Вахид Алиев служил в разведывательном полку особого назначения Вооруженных сил СССР. 
С 1991 по 1996 год служил в Особом управлении при Президенте Азербайджана, занимая должности оперуполномоченного, затем начальника отдела. В марте 1996 года назначен руководителем Особого управления в Нахичеванской Автономной Республике, а затем занимал должность заместителя министра национальной безопасности в Нахичеванской Автономной Республике (1996—1997) и министра национальной безопасности (1997—2002).
12 апреля 2002 года указом Президента Республики Азербайджан Вахид Алиев был назначен помощником Президента Республики Азербайджан, а 30 ноября 2012 года — заместителем руководителя Администрации Президента Республики Азербайджан.

## Военная карьера
- Разведывательный полк особого назначения ВС СССР (1990—1991)[3]
- Особое управление при Президенте Азербайджана, оперуполномоченный, начальник отдела (1991—1996)[3]
- Особое управление в Нахчиванской Автономной Республике, руководитель (март 1996-ноябрь 1996)[3]
- Заместитель министра национальной безопасности в Нахчиванской Автономной Республике (1996—1997)[3]
- Министр национальной безопасности в Нахичеванской Автономной Республике (1997—2002)[3]
- Помощник Президента Азербайджана (2002—2017)[3]
- Заместитель руководителя Администрации Президента Азербайджана (2012—2017)[3]

## Награды и знаки отличия
- Орден «За службу Отечеству» I степени (18 апреля 2019 года) — за плодотворную деятельность в военной сфере в Азербайджанской Республике[4].